# Oumar Dia
Oumar Dia (1º gennaio 1955) è un ex cestista senegalese.

## Carriera
Con il Senegal ha disputato i Giochi olimpici di Mosca 1980, segnando 109 punti in 7 partite.